# Margarinotus jenisi
Margarinotus jenisi är en skalbaggsart som beskrevs av Olexa 1995. Margarinotus jenisi ingår i släktet Margarinotus och familjen stumpbaggar. Inga underarter finns listade i Catalogue of Life.